# 贝加尔 (朗德省)
贝加尔（法語：Bégaar，法語發音：[beɡaʁ]）是法国朗德省的一个市镇，属于达克斯区。

## 地理
贝加尔（43°49'36"N, 0°51'1"W）面积27.8 平方千米，位于法国新阿基坦大区朗德省，该省份为法国西南部沿海省份，是法國本土面积第二大的省，北起吉倫特省，西临大西洋，南至大西洋比利牛斯省，东临热尔省，东北与洛特-加龍省接壤。
与贝加尔接壤的市镇（或旧市镇、城区）包括：欧东、卡尔桑-蓬松、莱斯戈尔、阿杜尔河畔蓬通克斯、圣让德利耶、塔尔塔斯、维克多里巴特、拉吕克。

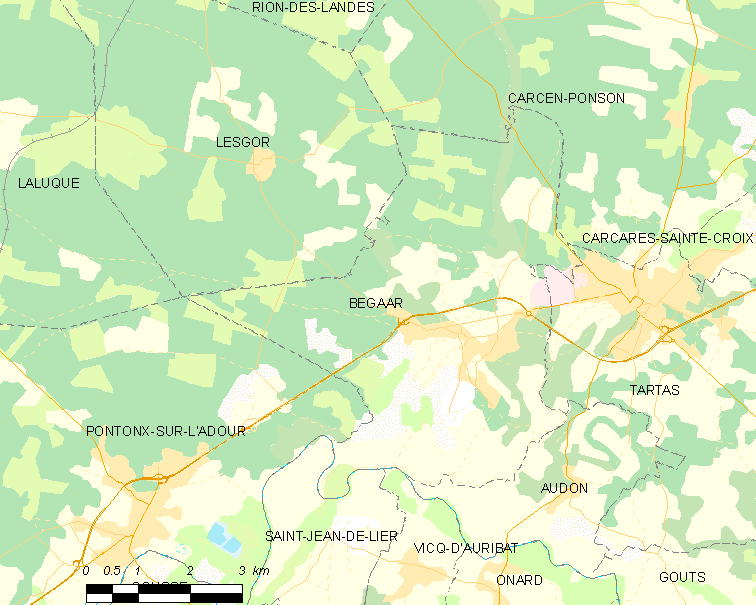
的OSM定位图

贝加尔的时区为UTC+01:00、UTC+02:00（夏令时）。

## 行政
贝加尔的邮政编码为40400，INSEE市镇编码为40031。

## 政治
贝加尔所属的省级选区为莫尔桑克斯-塔尔塔斯地区县。

## 人口

1962-2008年间人口变化图示

贝加尔于2022年1月1日时的人口数量为1233人。